# Orłowskij (Kraj Zabajkalski)
Orłowskij (ros. Орловский) – osiedle typu miejskiego w Rosji, w Kraju Zabajkalskim, w rejonie agińskim Agińskiego Okręgu Buriackiego. W 2010 liczyło 2194 mieszkańców.